# Столбы (Верхоянский район)
Столбы (якут. Остуолба) — село в Верхоянском улусе Республики Саха (Якутия) России. Административный центр и единственный населённый пункт Столбинского наслега.

## География
Село находится в северной части Якутии, в пределах, на правом берегу реки Яны, к северу от озера Столбы, на расстоянии примерно 24 километров (по прямой) к юго-западу от посёлка Батагай, административного центра улуса
Климат
Климат характеризуется как резко континентальный, с продолжительной морозной малоснежной зимой и коротким прохладным летом. Средняя температура воздуха самого тёплого месяца (июля) составляет 16-17 °C; самого холодного (января) — −38 − −48 °C. Среднегодовое количество атмосферных осадков составляет 150—300 мм. Снежный покров держится в течение 215—235 дней в году.
Часовой пояс
Село Столбы находится в часовой зоне МСК+7. Смещение применяемого времени относительно UTC составляет +10:00.

## Население
| 2002 | 2010 | 2012 | 2013 | 2014 | 2015 | 2016 |
| ---- | ---- | ---- | ---- | ---- | ---- | ---- |
| 324  | ↘318 | ↘302 | ↘281 | ↘280 | →280 | ↗281 |
| 2017 | 2018 | 2019 | 2020 | 2021 |      |      |
| ↗284 | ↗294 | ↘284 | ↘280 | ↗286 |      |      |

Половой состав
По данным Всероссийской переписи населения 2010 года в гендерной структуре населения мужчины составляли 49,7 %, женщины — соответственно 50,3 %.
Национальный состав
Согласно результатам переписи 2002 года, в национальной структуре населения якуты составляли 94 % из 324 чел.

## Улицы
Уличная сеть села состоит из четырёх улиц.